# Orthosia boursini
Orthosia boursini är en fjärilsart som förekommer i Nordafrika och som beskrevs av Charles E. Rungs 1972. Arten ingår i släktet Orthosia och familjen nattflyn. Typlokalen är Ifrane i bergskedjan Mellanatlas i Marocko.
Arten delas upp i två underarter:
- Orthosia boursini boursini
- Orthosia boursini rifana (Rungs, 1972)[4]